# Championnats d'Europe espoirs d'athlétisme 2013
Navigation
2011 Édition suivante
Les 9es Championnats d'Europe espoirs d'athlétisme se déroulent du 10 au 14 juillet 2013 à Tampere en Finlande, dans le stade de Ratina.
La ville finlandaise de Tampere est choisie sur Hengelo aux Pays-Bas en mars 2011.
Tampere avait déjà organisé les Championnats d'Europe juniors d'athlétisme 2003 et le Festival olympique de la jeunesse européenne en 2009.

## Résultats

### Hommes
| Épreuves | Or                                                                               | Argent                                                                                        | Bronze                                                                              |
| --- | -------------------------------------------------------------------------------- | --------------------------------------------------------------------------------------------- | ----------------------------------------------------------------------------------- |
| 100 m | Adam Gemili 10 s 20                                                              | Deji Tobais 10 s 29                                                                           | Hensley Paulina 10 s 48 PB                                                          |
| 200 m | Karol Zalewski 20 s 41 PB                                                        | Daniel Talbot 20 s 46                                                                         | Pavel Maslák 20 s 49 NR                                                             |
| 400 m | Lev Mosin 45 s 51 PB                                                             | Vitaliy Butrym 45 s 88 PB                                                                     | Nikita Uglov 46 s 04 SB                                                             |
| 800 m | Pierre-Ambroise Bosse 1 min 45 s 79                                              | Taras Bybyk 1 min 46 s 20 PB                                                                  | Amel Tuka 1 min 46 s 29 NR                                                          |
| 1 500 m | Pieter-Jan Hannes 3 min 43 s 83                                                  | Charlie Grice 3 min 44 s 41                                                                   | Alberto Imedio 3 min 44 s 65                                                        |
| 5 000 m | Henrik Ingebrigtsen 14 min 19 s 39                                               | Thomas Farrell 14 min 19 s 94                                                                 | Aitor Fernandez 14 min 20 s 65                                                      |
| 10 000 m | Gabriel Navarro 29 min 43 s 22                                                   | Nicolae Alexandru Soare 29 min 43 s 76                                                        | Abdi Hakim Ulad 29 min 44 s 78                                                      |
| 110 m haies | Simon Krauss 13 s 55 PB                                                          | Koen Smet 13 s 58 PB                                                                          | Gregor Traber 13 s 66                                                               |
| 400 m haies | Emir Bekrić 48 s 76 NR                                                           | Sebastian Rodger 49 s 19 PB                                                                   | Rasmus Mägi 49 s 19 NR                                                              |
| 3 000 m steeple | Abdelaziz Merzougui 8 min 34 s 64                                                | Giuseppe Gerratana 8 min 35 s 55 PB                                                           | Tanguy Pepiot 8 min 38 s 07 SB                                                      |
| 4 × 100 m | Royaume-Uni Deji Tobais Daniel Talbot Dannish Walker-Khan Adam Gemili 38 s 77 CR | Pologne Remigiusz Olszewski Przemysław Słowikowski Karol Zalewski Grzegorz Zimniewicz 38 s 81 | Espagne Eduard Viles Adriá Burriel Bruno Hortelano Eusebio Cáceres 38 s 87          |
| 4 × 400 m | Russie Lev Mosin Denis Nesmashnyi Artem Vazhov Nikita Uglov 3 min 4 s 63         | Belgique Seppe Thijs Dylan Borlée Stef Vanhaeren Julien Watrin 3 min 4 s 90                   | Italie Vito Incantalupo Lorenzo Valentini Marco Lorenzi Michele Tricca 3 min 5 s 10 |
| 20 km marche | Hagen Pohle 1 h 25 min 4 s                                                       | Massimo Stano 1 h 25 min 25 s (PB)                                                            | Oleksandr Verbytskyy 1 h 25 min                                                     |
| Saut en longueur | Eusebio Cáceres 8,37 m                                                           | Sergey Morgunov 8,01 m                                                                        | Kirill Sukharev 7,90 m                                                              |
| Triple saut | Aleksey Fedorov 17,13 m SB                                                       | Gaëtan Saku Bafuanga 16,57 m                                                                  | Artem Primak 16,49 m                                                                |
| Saut en hauteur | Douwe Amels 2,28 m PB                                                            | Daniil Tsyplakov 2,28 m                                                                       | Adónios Mástoras Allan Smith 2,26 m PB                                              |
| Saut à la perche | Anton Ivakin 5,60 m                                                              | Robert Sobera 5,60 m                                                                          | Daniel Clemens Valentin Lavillenie 5,50 m                                           |
| Lancer du poids | Jakub Szyszkowski 19,78 m                                                        | Dominik Witczak 19,63 m PB                                                                    | Mikhail Abramchuk 19,42 m                                                           |
| Lancer du disque | Andrius Gudžius 62,40 m SB                                                       | Viktor Butenko 62,27 m                                                                        | Danijel Furtula 61,61 m                                                             |
| Lancer du marteau | Zakhar Makhrosenka 74,63 m                                                       | Ákos Hudi 74,06 m                                                                             | Quentin Bigot 74,00 m                                                               |
| Lancer du javelot | Zigismunds Sirmais 82,77 m SB                                                    | Bernhard Seifert 82,42 m                                                                      | Thomas Röhler 81,74 m                                                               |
| Décathlon | Kai Kazmirek 8 366 pts PB                                                        | Ilya Shkurenyov 8 279 pts SB                                                                  | Adam Sebastian Helcelet 8 252 pts PB                                                |
| Records et Performances - AR : Record continental (area record) - CR : Record des championnats (championship record) - MR : Record du meeting (meet record) - NR : Record national (national record) - OR : Record olympique (olympic record) - PR : Record paralympique (paralympic record) - PB : Record personnel (personal best) - SB : Meilleure performance personnelle de la saison (season's best) - WL : Meilleure performance mondiale de l'année (world leader) - WJR : Record du monde junior (world junior record) - WR : Record du monde (world record) Circonstances et Conditions - DNF : N'a pas terminé (did not finish) - DNS : N'a pas pris le départ (did not start) - DQ : Disqualification (disqualification) - NM : Aucun essai valable enregistré (No Mark) - Q : Qualifié « directement » au prochain tour (ou à la prochaine compétition), lors d'une compétition majeure, grâce au classement ou à la réalisation des minima (automatic qualifier) - q : Qualifié au prochain tour (ou à la prochaine compétition), lors d'une compétition majeure, grâce au repêchage ou à la réalisation de l'une des meilleures performances parmi celles des « non qualifiés directement » (grâce au meilleur temps ou à la meilleure distance par exemple) (secondary qualifier) |                                                                                  |                                                                                               |                                                                                     |

### Femmes
| Épreuves | Or | Argent                                                                                                 | Bronze                                                                                          |
| --- | --- | --- | ----------------------------------------------------------------------------------------------- |
| 100 m | Dafne Schippers 11 s 13                                                                               | Jodie Williams 11 s 42                                                                                 | Tatjana Pinto 11 s 50                                                                           |
| 200 m | Jodie Williams 22 s 92 (SB)                                                                           | Lénora Guion-Firmin 22 s 96 (PB)                                                                       | Gloria Hooper 23 s 24                                                                           |
| 400 m | Lénora Guion-Firmin 51 s 68 (PB)                                                                      | Mirela Lavric 52 s 06 (PB)                                                                             | Justyna Swiety 52 s 22 (PB)                                                                     |
| 800 m | Mirela Lavric 2 min 01 s 56 SB                                                                        | Olha Lyakhova 2 min 01 s 90                                                                            | Selina Büchel 2 min 02 s 74 PB                                                                  |
| 1 500 m | Amela Terzić 4 min 05 s 69 CR, NR                                                                     | Corinna Harrer 4 min 07 s 71                                                                           | Laura Muir 4 min 08 s 19                                                                        |
| 5 000 m | Layes Abdullayeva 15 min 51 s 72                                                                      | Kate Avery 15 min 54 s 07                                                                              | Liv Westphal 16 min 8 s 85                                                                      |
| 10 000 m | Gulshat Fazlitdinova 32 min 53 s 93                                                                   | Viktoriya Khapilina 33 min 56 s 85                                                                     | Anastasia Karakatsani 33 min 57 s 74 PB                                                         |
| 100 m haies | Isabelle Pedersen 13 s 12                                                                             | Karolina Koleczek 13 s 30                                                                              | Nooralotta Neziri 13 s 39                                                                       |
| 400 m haies | Vera Rudakova 55 s 92 PB                                                                              | Bianca Baak 56 s 75 PB                                                                                 | Anastasiya Lebid 56 s 92                                                                        |
| 3 000 m steeple | Gesa Felicitas Krause 9 min 38 s 91                                                                   | Yekaterina Sokolenko 9 min 49 s 34                                                                     | Evdokiya Bukina 10 min 03 s 41                                                                  |
| 4 × 100 m | Allemagne Luise Hollender Leena Günther Tatjana Pinto Katharina Grompe 43 s 29 CR                     | Royaume-Uni Annie Tagoe Corinne Humphreys Rachel Johncock Jodie Williams 43 s 83                       | Italie Laura Gamba Irene Siragusa Martina Amidei Gloria Hooper 43 s 86 NUR                      |
| 4 × 400 m | Pologne Magdalena Gorzkowska Małgorzata Hołub Agnieszka Karczmarczyk Justyna Święty 3 min 29 s 74 NUR | Roumanie Camelia Florina Gal Elena Mirela Lavric Sanda Belgyan Adelina Dorina Pastor 3 min 30 s 28 NUR | France Lénora Guion-Firmin Justine Fedronic Louise-Anne Bertheau Agnès Raharolahy 3 min 30 s 64 |
| 20 km marche | Svetlana Vasilyeva 1 h 30 min 07 s                                                                    | Lyudmyla Olyanovska 1 h 30 min 37 s                                                                    | Antonella Palmisano 1 h 30 min 59 s PB                                                          |
| Saut en longueur | Lena Malkus 6,76 m PB                                                                                 | Krystyna Hrisutyna 6,61 m SB                                                                           | Dafne Schippers 6,59 m PB                                                                       |
| Triple saut | Gabriela Petrova 13,91 (+ 0,6 m/s) PB                                                                 | Dariya Derkach 13,56 (+ 1,5 m/s)                                                                       | Maja Bratkic 13,52 (- 0,2 m/s)                                                                  |
| Saut en hauteur | Alessia Trost 1,98 m =CR                                                                              | Airinė Palšytė 1,92 m                                                                                  | Oksana Krasnokutskaya 1,90 m                                                                    |
| Saut à la perche | Angelina Zhuk-Krasnova 4,70 m CR                                                                      | Anzhelika Sidorova 4,60 m (PB)                                                                         | Angelica Bengtsson 4,55 m                                                                       |
| Lancer du poids | Olha Holodnaya 18,11 m PB                                                                             | Shanice Craft 17,29 m PB                                                                               | Lena Urbaniak 16,98 m                                                                           |
| Lancer du disque | Anna Rüh 61,45 m                                                                                      | Shanice Craft 58,64 m                                                                                  | Irina Rodrigues 56,80 m                                                                         |
| Lancer du marteau | Sophie Hitchon 70,72 m                                                                                | Barbara Špiler 69,69 m                                                                                 | Alexia Sedykh 66,67 m                                                                           |
| Lancer du javelot | Līna Mūze 58,61 m                                                                                     | Sarah Mayer 55,43 m                                                                                    | Marija Vučenović 54,43 m                                                                        |
| Heptathlon | Katarina Johnson-Thompson 6 215 pts                                                                   | Kira Biesenbach 5 946 pts                                                                              | Anastasiya Mokhnyuk 5 898 pts                                                                   |
| Records et Performances - AR : Record continental (area record) - CR : Record des championnats (championship record) - MR : Record du meeting (meet record) - NR : Record national (national record) - OR : Record olympique (olympic record) - PR : Record paralympique (paralympic record) - PB : Record personnel (personal best) - SB : Meilleure performance personnelle de la saison (season's best) - WL : Meilleure performance mondiale de l'année (world leader) - WJR : Record du monde junior (world junior record) - WR : Record du monde (world record) Circonstances et Conditions - DNF : N'a pas terminé (did not finish) - DNS : N'a pas pris le départ (did not start) - DQ : Disqualification (disqualification) - NM : Aucun essai valable enregistré (No Mark) - Q : Qualifié « directement » au prochain tour (ou à la prochaine compétition), lors d'une compétition majeure, grâce au classement ou à la réalisation des minima (automatic qualifier) - q : Qualifié au prochain tour (ou à la prochaine compétition), lors d'une compétition majeure, grâce au repêchage ou à la réalisation de l'une des meilleures performances parmi celles des « non qualifiés directement » (grâce au meilleur temps ou à la meilleure distance par exemple) (secondary qualifier) | | |                                                                                                 |

## Tableau des médailles
| Rang | Nation             | Or | Argent | Bronze | Total |
| ---- | ------------------ | -- | ------ | ------ | ----- |
| 1    | Russie             | 8  | 6      | 5      | 19    |
| 2    | Royaume-Uni        | 5  | 7      | 3      | 15    |
| 3    | Allemagne          | 5  | 6      | 6      | 17    |
| 4    | Pologne            | 3  | 4      | 1      | 8     |
| 5    | France             | 3  | 2      | 5      | 10    |
| 6    | Espagne            | 3  | 0      | 3      | 6     |
| 7    | Pays-Bas           | 2  | 2      | 2      | 6     |
| 8    | Serbie             | 2  | 0      | 1      | 3     |
| 9    | Lettonie           | 2  | 0      | 0      | 2     |
| 9    | Norvège            | 2  | 0      | 0      | 2     |
| 11   | Ukraine            | 1  | 6      | 2      | 9     |
| 12   | Roumanie           | 1  | 3      | 0      | 6     |
| 13   | Italie             | 1  | 2      | 4      | 7     |
| 14   | Lituanie           | 1  | 1      | 0      | 2     |
| 14   | Belgique           | 1  | 1      | 0      | 2     |
| 16   | Biélorussie        | 1  | 0      | 1      | 2     |
| 17   | Bulgarie           | 1  | 0      | 0      | 1     |
| 17   | Turquie            | 1  | 0      | 0      | 1     |
| 19   | Slovénie           | 0  | 1      | 1      | 2     |
| 20   | Azerbaïdjan        | 0  | 1      | 0      | 1     |
| 20   | Hongrie            | 0  | 1      | 0      | 1     |
| 22   | Tchéquie           | 0  | 0      | 2      | 2     |
| 22   | Grèce              | 0  | 0      | 2      | 2     |
| 23   | Bosnie-Herzégovine | 0  | 0      | 1      | 1     |
| 23   | Danemark           | 0  | 0      | 1      | 1     |
| 23   | Estonie            | 0  | 0      | 1      | 1     |
| 23   | Finlande           | 0  | 0      | 1      | 1     |
| 23   | Monténégro         | 0  | 0      | 1      | 1     |
| 23   | Portugal           | 0  | 0      | 1      | 1     |
| 23   | Suède              | 0  | 0      | 1      | 1     |
| 23   | Suisse             | 0  | 0      | 1      | 1     |
|      | Total              | 42 | 42     | 44     | 128   |